# ميشيل جوردال
ميشيل جوردال مواليد 30 نوفمبر 1952، هي لاعبة كرة مضرب بلجيكية سابقة بدأت مسيرتها كمحترفة سنة 1973، اعتزلت اللعب في 1985.

## النهائيات

### الفردي (الألقاب 1)
| الحصيلة | الرقم | التاريخ       | الدورة        | الأرضية | المنافس    | النتيجة       |
| ------- | ----- | ------------- | ------------- | ------- | ---------- | ------------- |
| الفوز   | 1.    | 11 يوليو 1976 | غشتاد، سويسرا | ترابية  | غيل شانفرو | 4–6, 6–2, 6–3 |

## روابط خارجية
- ميشيل جوردال على موقع رابطة محترفات التنس (الإنجليزية)
- ميشيل جوردال على موقع الاتحاد الدولي لكرة المضرب (الإنجليزية)
- ميشيل جوردال على موقع كأس بيلي جين كينغ (الإنجليزية)
- ميشيل جوردال على موقع خلاصة التنس.كوم (الإنجليزية)